# Pseudobatos
Pseudobatos es un género de peces de la familia Rhinobatidae.

## Especies
Existen nueve especies reconocidas de este género:
- Pseudobatos buthi (K.M. Rutledge, 2019)
- Pseudobatos glaucostigmus (D. S. Jordan y C. H. Gilbert, 1883)
- Pseudobatos horkelii (J. P. Müller y Henle, 1841)
- Pseudobatos lentiginosus (Garman, 1880)
- Pseudobatos leucorhynchus (Günther, 1867)
- Pseudobatos percellens (Walbaum, 1792)
- Pseudobatos planiceps (Garman, 1880)
- Pseudobatos prahli (Acero P y Franke, 1995)
- Pseudobatos productus (Ayres, 1854)